# De Hilte
De Hilte is een buurtschap in de gemeente Aa en Hunze, provincie Drenthe (Nederland). Het ligt tussen Eexterveen en Gieterveen, direct naast de N33. Voor de herkomst van de naam De Hilte bestaan twee verklaringen. De eerste verklaring verwijst naar de ligging van de plaats op de afhelling naar de Hunze. De tweede verklaring verijst naar een zolder boven de koestal, een slaapgelegenheid voor de knecht.
De Hilte bestond vroeger uit 13 huizen. In de loop der tijd is daar verandering ingekomen. Het huis nabij Bareveld is in 1979 afgebrand. In 1958 is men begonnen met de aanleg van de N33 waardoor er weer een huis moest verdwijnen. Met de aanleg van op- en afritten van deze weg en de aanleg van een tunnel onder de N33, moest er in 1993 een boerderij verdwijnen. Door deze ontwikkelingen stonden er anno 2006 nog maar 10 woningen in De Hilte.

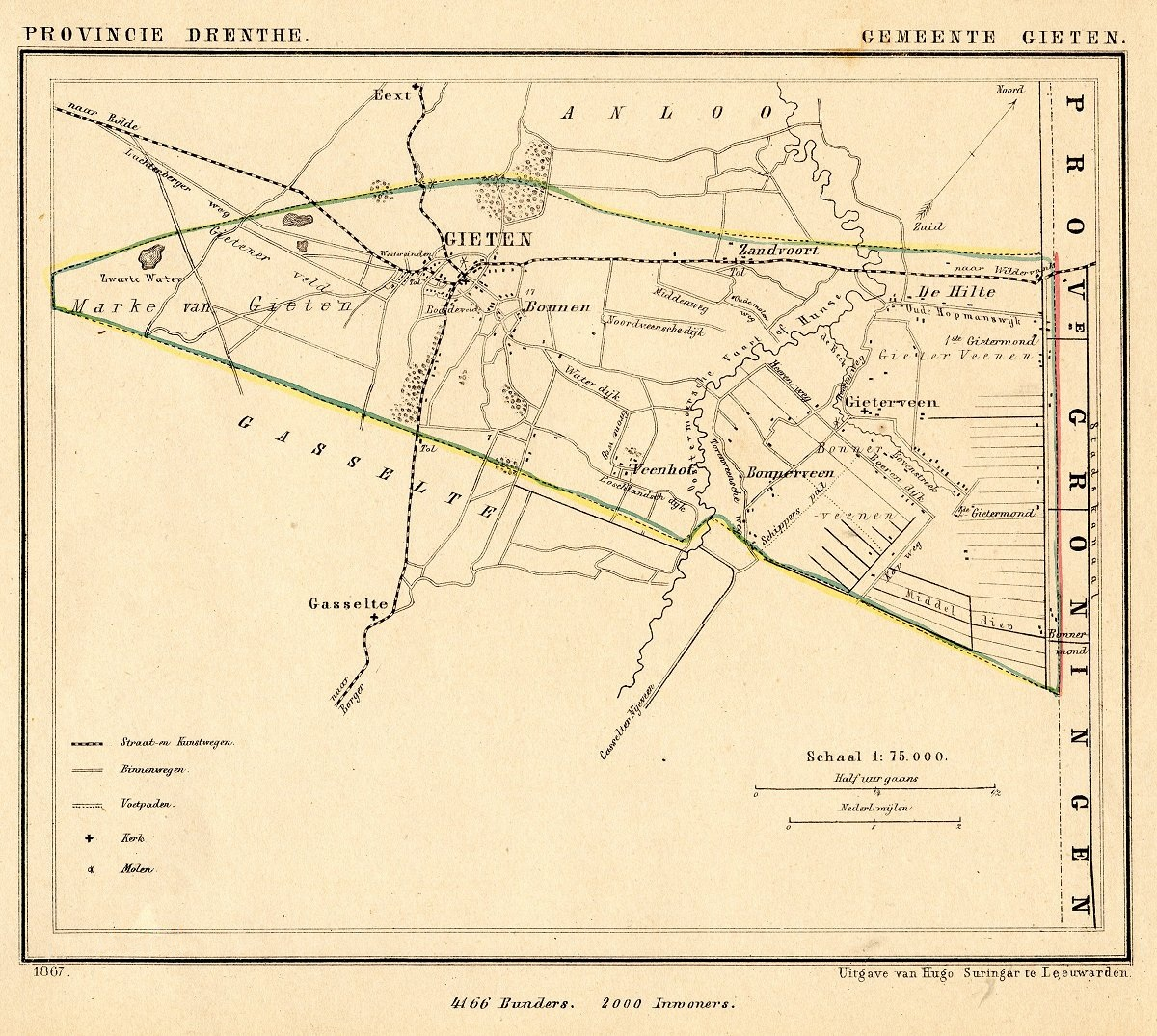
De Hilte op een kaart uit 1867 van de voormalige gemeente Gieten

Drenthe: Steden en dorpen      Nederland: Provincies · Gemeenten